# Грамени, Константин
Константи́н Гра́мени (рум. Constantin Grameni; 23 октября 2002, Констанца) — румынский футболист, полузащитник бухарестского «Рапида».

## Клубная карьера
Константин Грамени начал свою профессиональную карьеру в румынском клубе «Вииторул» из Констанцы. Дебютировал за клуб в матче Лиги I против «Ботошани». Вскоре после слияния этого клуба с «Фарулом» он продолжил выступать за объединённую команду — «Фарул» Констанца. Уже в сезоне 2021/2022 он стал регулярно попадать в основной состав, сыграв 30 матчей и забив один гол. Следующий сезон стал более результативным: Грамени провёл 39 матчей и отличился 6 мячами. В сезоне 2023/2024 он вновь провёл 39 встреч, на этот раз забив 3 гола.
Летом 2024 года полузащитник подписал контракт с «Рапидом» из Бухареста. В новом клубе он быстро освоился, став одним из ключевых игроков середины поля в сезоне 2024/2025.

## Карьера в сборной
Грамени регулярно вызывался в сборные Румынии разных возрастов, начиная с команды до 16 лет. Наибольшее количество матчей он провёл за молодёжную сборную Румынии, в которую попал в 2022 году. В составе этой команды он сыграл более 20 матчей, отметившись несколькими голами. В отборочных матчах чемпионата Европы среди молодёжных команд он забивал важные мячи, в частности — в играх против Албании и Швейцарии.
Попал в заявку на молодёжный чемпионат Европы 2025, но в связи с травмой был замненён на Давида Микулеску.
Весной 2024 года Грамени впервые был включён в расширенный состав сборной Румынии на контрольные матчи, однако дебют в национальной команде пока не состоялся.